# Emma crystallina
Emma crystallina är en mossdjursart som beskrevs av Gray 1843. Emma crystallina ingår i släktet Emma och familjen Candidae. Inga underarter finns listade i Catalogue of Life.